# Oronoco (Minnesota)
Pour les articles homonymes, voir Oronoco.
Oronoco est une ville américaine située dans le Comté d'Olmsted, dans le Minnesota. Selon le recensement de 2010, sa population est de 1 300 habitants.